# Khalil Jlassi
Khalil Jlassi, né le 2 septembre 1984 à Béja, est un footballeur tunisien évoluant au poste de milieu de terrain avec le Club sportif de Takelsa.

## Carrière
- ?-juillet 2012 : Olympique de Béja (Tunisie)
- juillet 2012-juillet 2013 : Stade gabésien (Tunisie)
- juillet 2013-juillet 2016 : Olympique de Béja (Tunisie)
- juillet 2016-août 2017 : Stade tunisien (Tunisie)
- août 2017-août 2018 : Avenir sportif de Kasserine (Tunisie)
- depuis novembre 2021 : Club sportif de Takelsa (Tunisie)

## Palmarès
| Olympique de Béja (1)                         | Stade tunisien (1)                    |
| --------------------------------------------- | ------------------------------------- |
| - Coupe de Tunisie (1) : - Vainqueur en 2010. | - Ligue II (1) : - Vainqueur en 2017. |